# Clayton Silva
Clayton Geraldo da Silva (Uberlândia, 6 de fevereiro de 1938 — Campinas, 15 de janeiro de 2013) foi um ator e humorista brasileiro.
Ele começou atuando, sob o comando de Manuel de Nóbrega, no programa: Praça da Alegria, da antiga TV Paulista. Fez vários tipos e continuou no programa, mesmo depois da morte de Manuel de Nóbrega, e a mudança do programa para o comando de Carlos Alberto de Nóbrega (filho de Manuel), com o nome de A Praça é Nossa.
Um dos personagens de Clayton Silva mais conhecido e apreciado era o do caipira, ao lado do comediante Paulo Pioli. O quadro do programa era o "Êta Fuminho Bão". Os dois eram compadres e iam picando o fumo de corda e comentando fatos de suas vidas e também da vida de Carlos Alberto de Nóbrega. Também fez sucesso interpretando o louco que tinha o bordão "Tô de Olho no Sinhô", o qual além de puxar uma caixa de fósforos com um barbante pensando ser um carrinho de brinquedo, sempre fazia apostas com Carlos Alberto de Nóbrega com uma charada, e sempre vencia.
Clayton Silva foi ainda ator de cinema, tendo atuado, entre outros, nos filmes: O Bem Dotado - O Homem de Itu, As Aventuras de Mário Fofoca, Pecado Horizontal, e Tara das Cocotas na Ilha do Pecado. Ele residia em uma fazenda entre as cidades de Campinas e Indaiatuba, durante os últimos doze anos de vida.
Em 27 de dezembro de 2012, Silva foi hospitalizado devido a complicações de um câncer e faleceu em 15 de janeiro de 2013, na cidade de Campinas, aos 74 anos.